# Mausolée de Cheikh Ahmad-e Djami
Le mausolée de Cheikh Ahmad-e Djami (en persan : آرامگاه شیخ احمد جامی) est situé dans la ville  de Torbat-e Djam, province de  Khorassan-e Razavi, au Nord-Est de l'Iran (près de la frontière avec l'Afghanistan). Il a été édifié sur une période datant du IXe siècle au XIIe siècle. Il est repris dans la liste des monuments nationaux d'Iran le 15 décembre 1932 (numéroté n°174) .

## Architecture
Le complexe se compose d'une dizaine de bâtiments édifiés par les disciples de cheikh Ahmad-e Jami(1048-1141) .
Contrairement à la tradition de l'Ouest de l'Iran, où c'est la coupole qui domine, l'immense iwan signale au loin ce monuments funéraires.
Il est décoré de versets du Coran en calligraphie kufic. La tombe du cheikh se trouve à l'extérieur de ces bâtiments, devant l'immense porche situé au nord du complexe. Une colonne élégamment sculptée de deux mètres de haut, en pierre, est placée au-dessus de la tombe. Au centre du complexe, se trouve un dôme plus grand et deux plus petit. La mosquée Kermani se trouve à l'est du dôme tandis qu'une nouvelle, plus petite, est située au sud du complexe. Deux madrassas ont été adjointes au complexe.

## Histoire
Le cheikh Ahmed Djami est un soufi mort au XIIe siècle, qui après de longs voyages s'est installé à Torbat-e Djam. Il y a construit une mosquée et un monastère où il a été inhumé à sa mort, à 96 ans. Les relations entre sa famille et les rois de l'Ilkhanat de Perse et les Timourides ont grandement contribué au développement du complexe formé autour de la tombe d'Ahmed Djami ainsi que du village visité par les pèlerins.

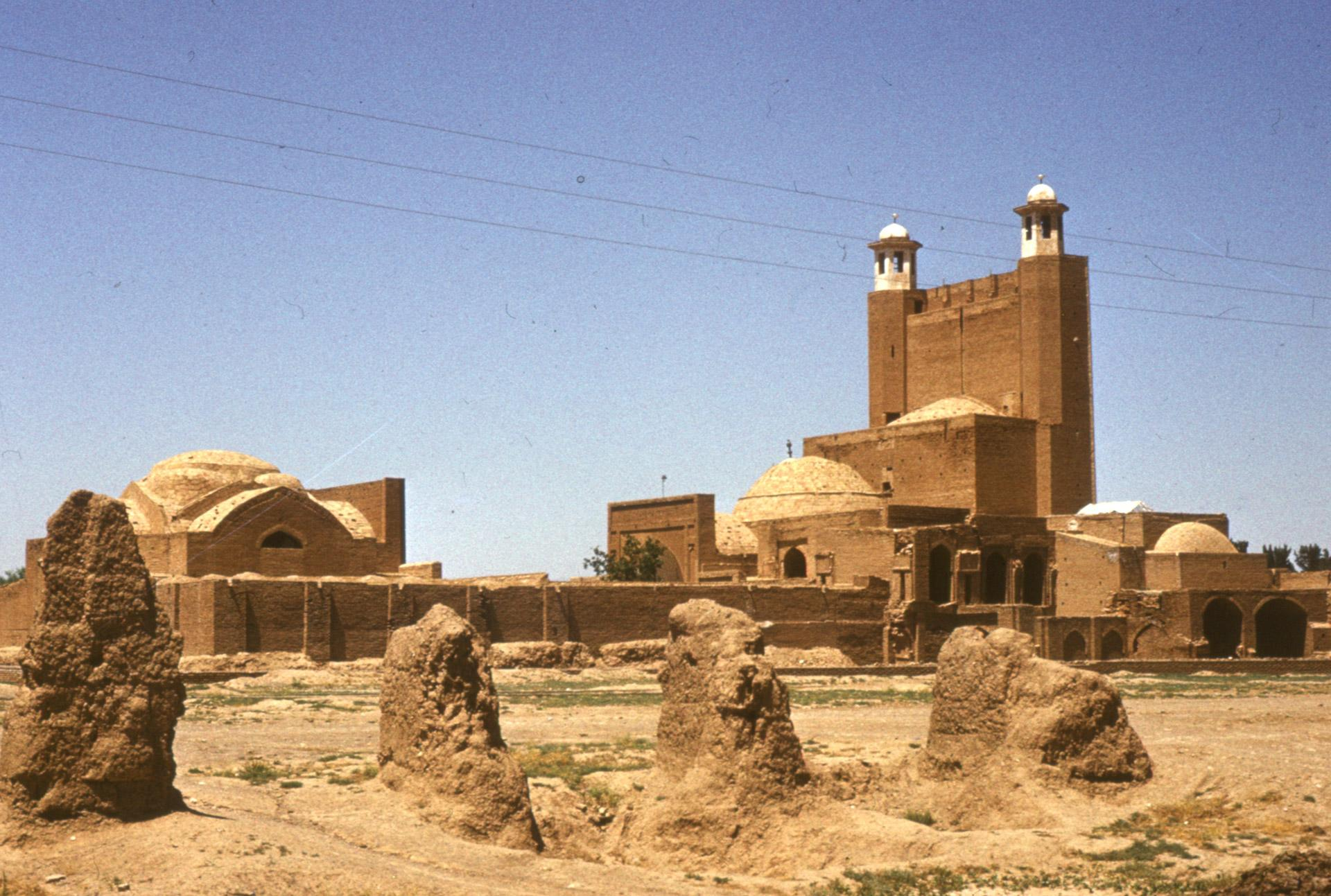
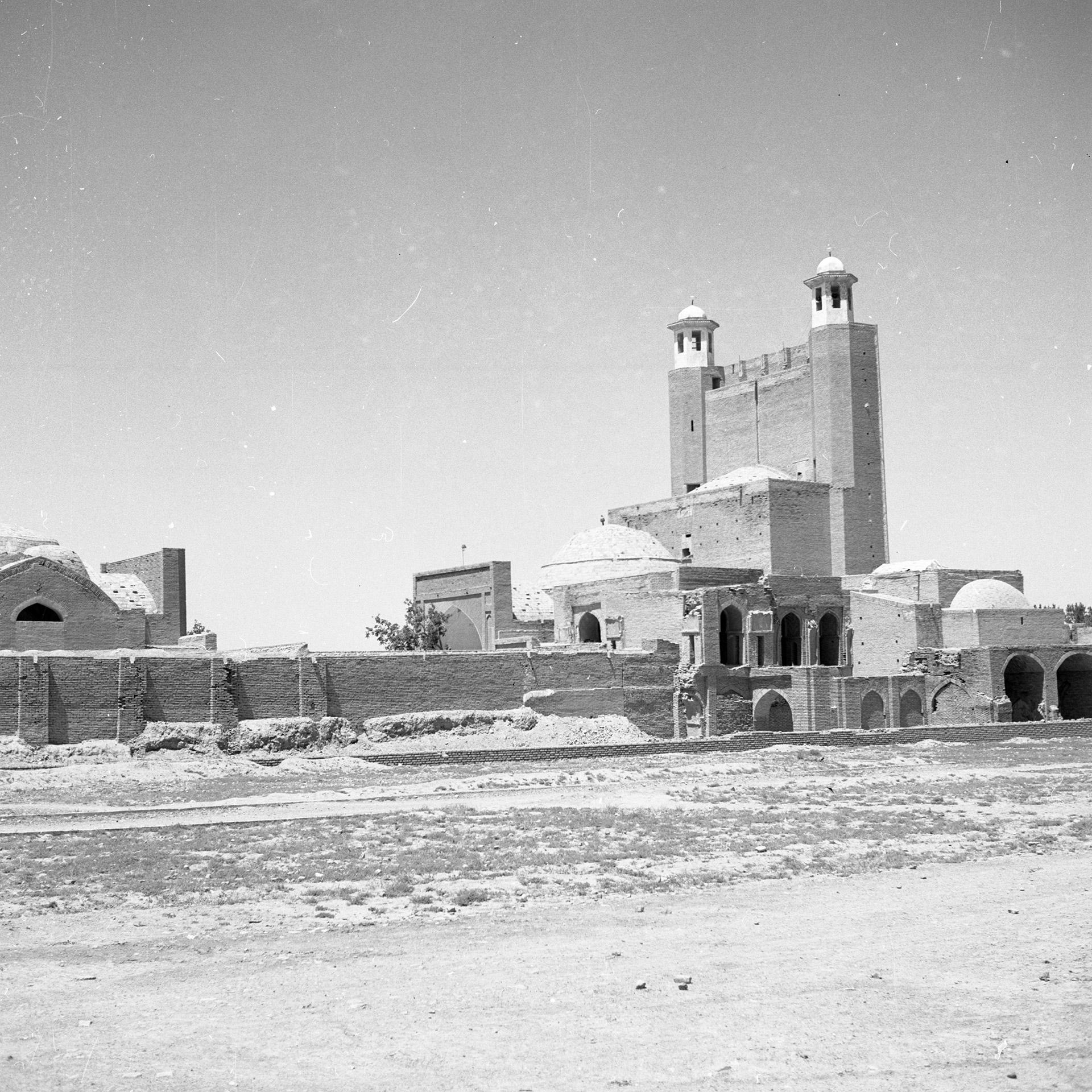
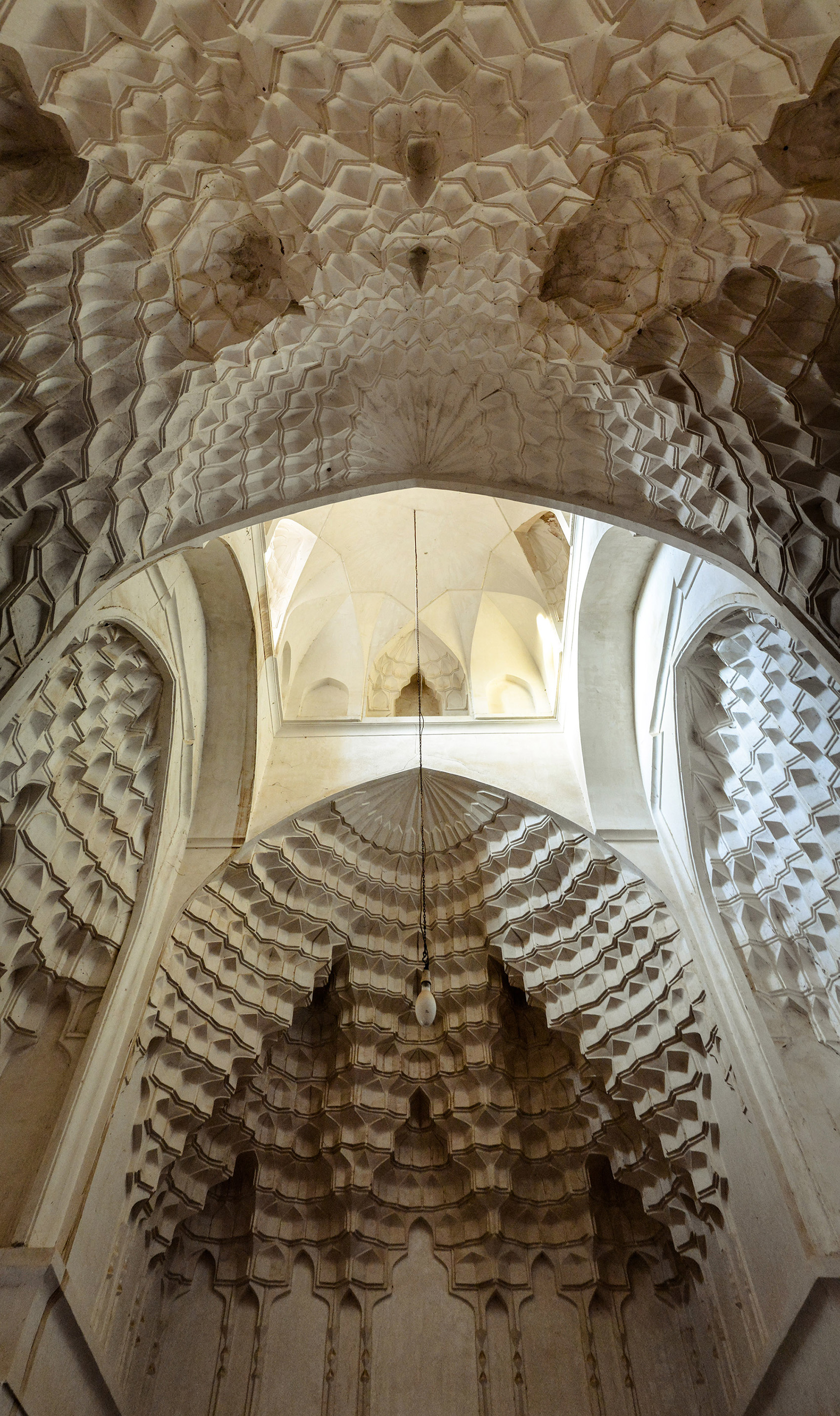
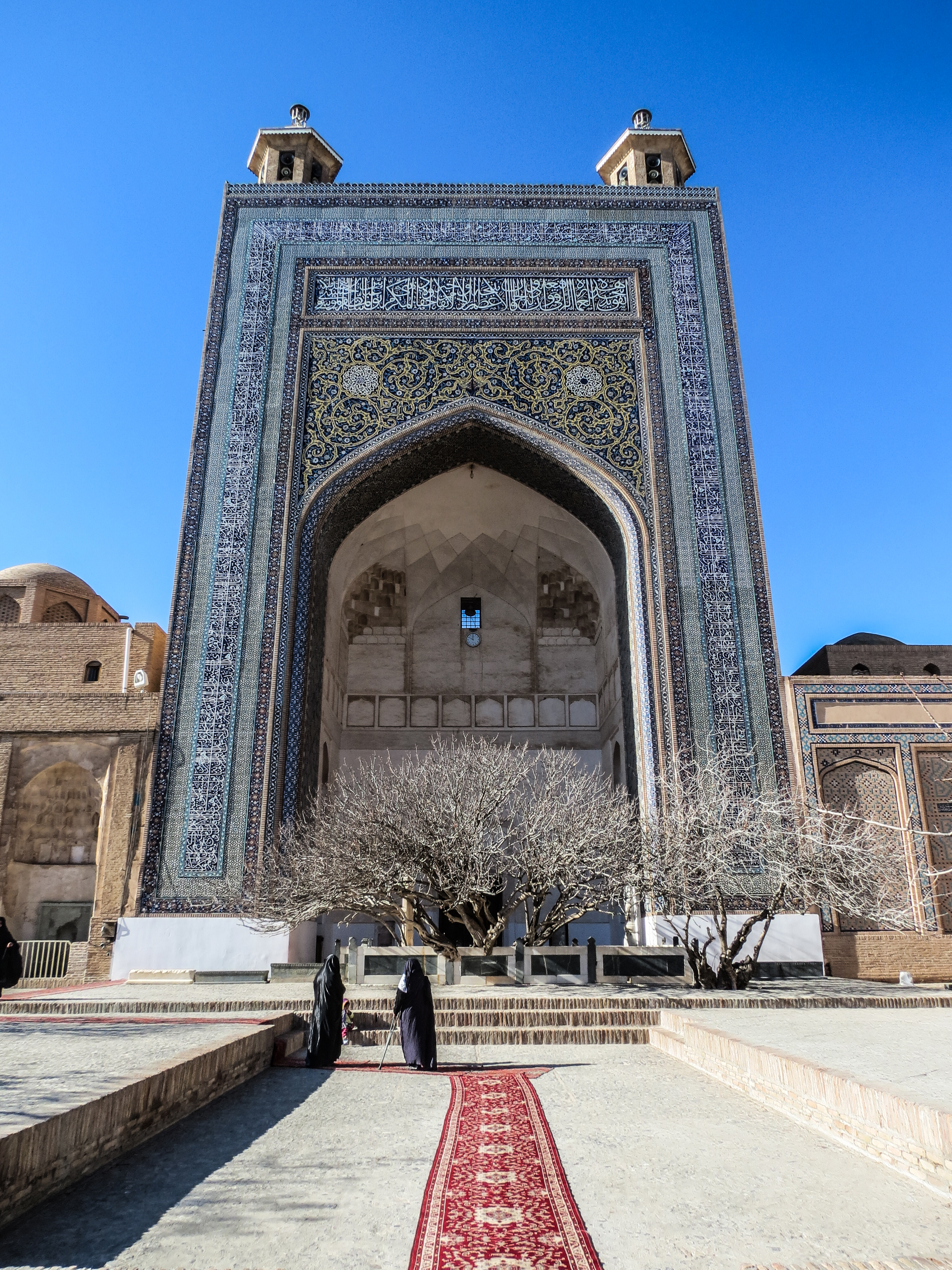
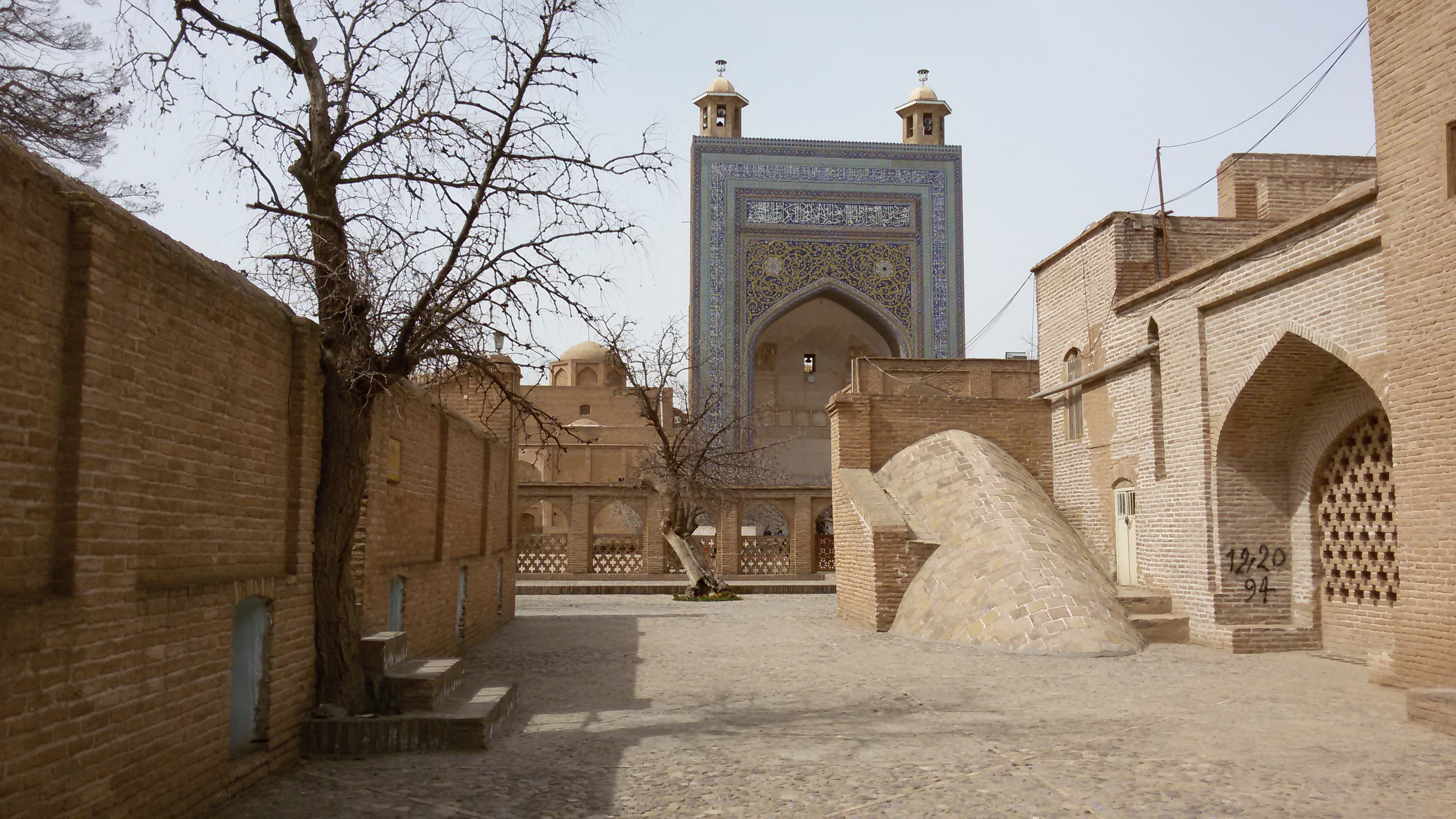
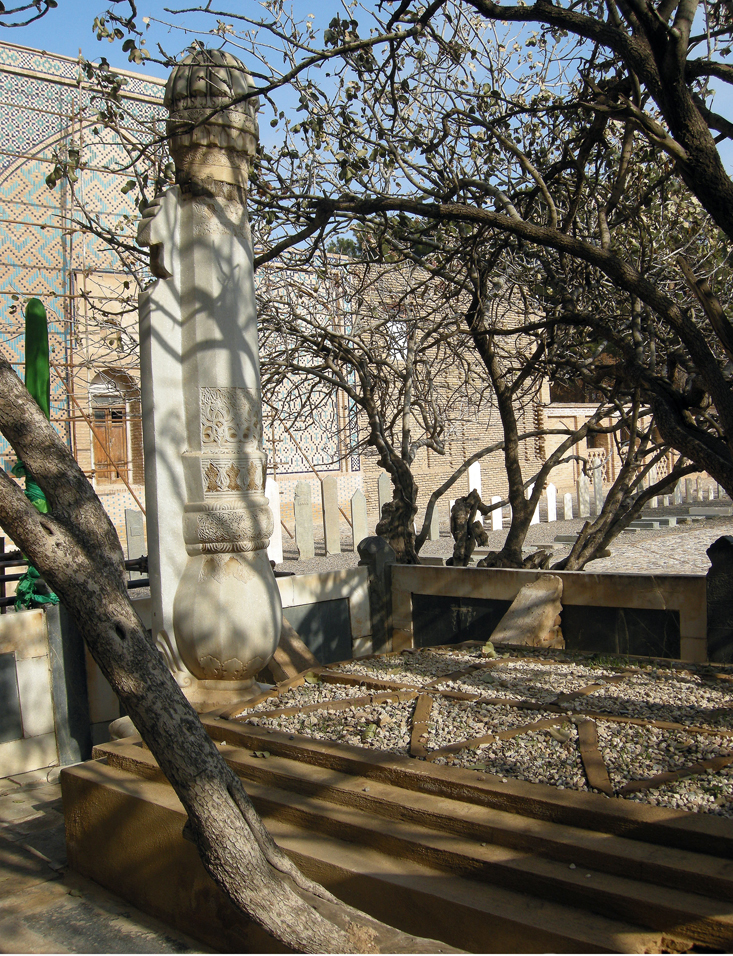
la tombe du cheikh
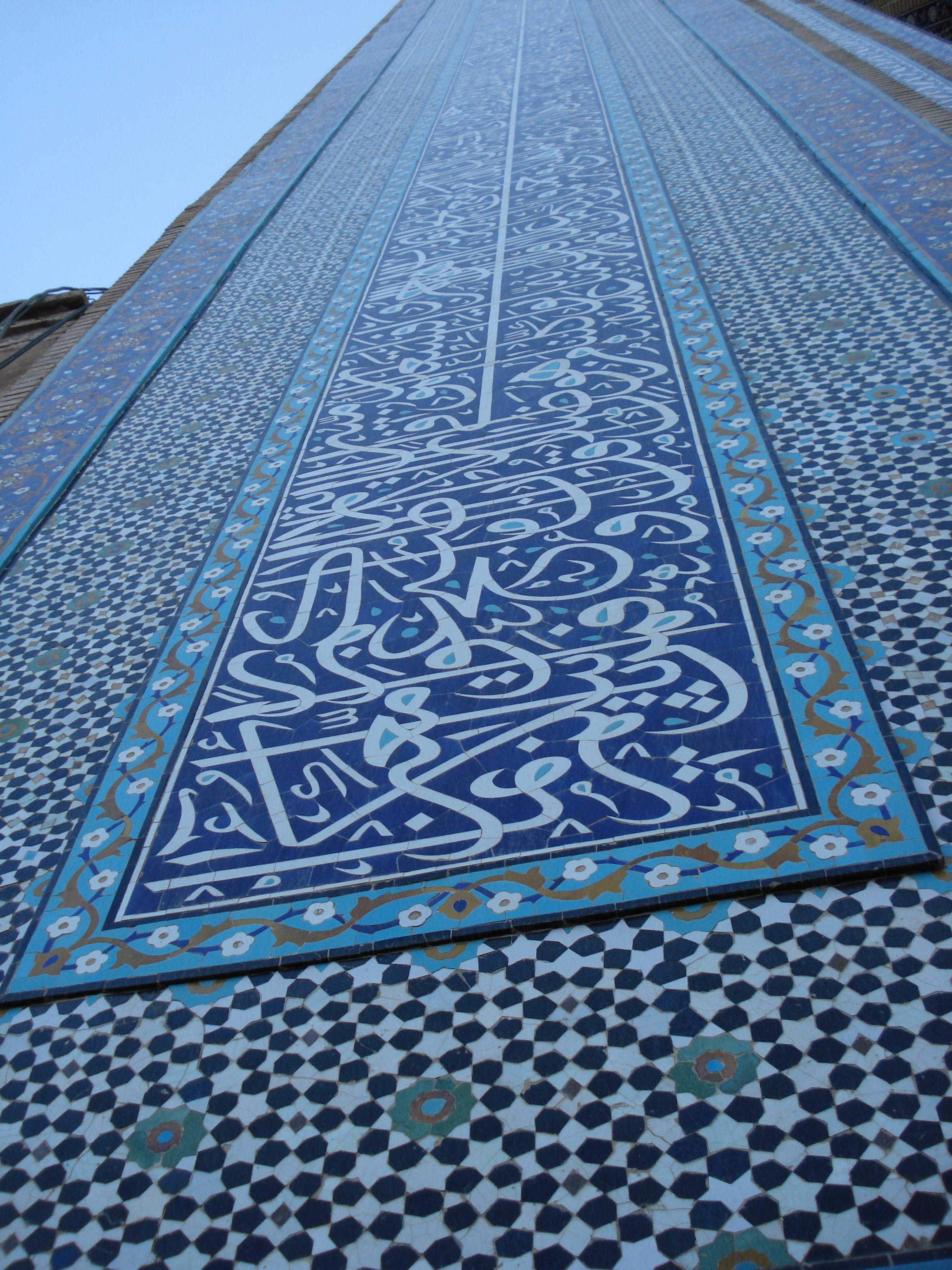
Detail du mur gauche couvert d'écritures du Coran